# Борзов, Николай Александрович
Николай Александрович Борзов (15 сентября 1891 — 29 августа 1965) —  советский военачальник, генерал-лейтенант войск связи (19.04.1945)

## Биография
Родился в Москве в семье портного. Русский.
В 1909 году окончил Московское техническое училище и работал связистом в Управлении московских телеграфов.

## Военная служба

### Первая мировая война
В  феврале 1915 года был призван в Русскую императорскую армию, проходил службу в качестве полевого телеграфного механика в штабе Главнокомандующего армиями Юго-Западного фронта, принимал непосредственное  участие в операциях русской армии на территории Украины, Польши и Австро-Венгрии.
Был  участником наступления русских войск Юго-Западного фронта летом 1916 года.

### Революция и Гражданская война
В марте 1917 года  был избран секретарем Центрального комитета телеграфно-телефонных техников армий Юго-Западного фронта, затем возглавил руководство службой телеграфа Революционного комитета того же фронта.
В декабре 1917 года добровольно вступил в ряды Красной гвардии, а в феврале 1918 года – в РККА.
В период Гражданской войны  служит старшим телеграфным механиком штаба 3-й и 13-й армий Южного фронта, с мая по октябрь 1920 года исполнял должность  начальника связи Юго-Западного фронта. Участник советско-польской войны.

### Межвоенный период
Занимал самые различные посты в войсках связи — начальник связи Вооруженных Сил Украины и Крыма, Украинского и Московского военных округов.
В 1924 году, после окончания Военно-академических курсов высшего комсостава РККА,  назначается в центральный аппарат Наркомата в Главное управление связи старшим помощником инспектора связи штаба РККА.
В августе 1931 года был направлен для дальнейшего прохождения службы в ВЭТА (Военная электротехническая академия РККА и Флота), служил в ней на должностях: преподавателя, начальника Академических курсов усовершенствования высшего и старшего комсостава РККА, исполнял должности начальника командного факультета, начальника штаба академии, начальника оперативно-тактического цикла, начальника лагерного сбора ВЭТА.
В 1936 году Борзову присваивается воинское звание комбриг.
С января 1937 года  — начальник кафедры службы связи Академии.
В сентябре-октябре 1939 года  участвовал в походе в Западную Украину и советско-финской войне в составе 9-й армии.
4 июня 1940 года  Борзову было присвоено воинское звание — генерал-майор войск связи.
С августа 1940 года — старший помощник генерал-инспектора Инспекции войск связи Красной Армии.
В 1941 году вступает в ВКП(б).

### Великая Отечественная война
В начале войны  Борзов назначается начальником связи штаба Главнокомандующего Юго-Западного направления.
Летом 1942 года, в период отхода советских войск на юго-восток, он  возглавляет войска связи Юго-3ападного, а затем Сталинградского фронтов.
Во время Курской битвы  руководил УСОНом, обеспечивающим связь штабов фронтов со Ставкой ВГК. После этого, будучи начальником связи 2-го Белорусского фронта, он проделал огромную работу по обеспечению связи в Могилевско-Минской, Восточно-Прусской и Восточно-Померанской операциях.
О больших масштабах его работы свидетельствует следующий пример: с начала наступательных операций войск фронта в июне 1944 года вплоть до окончания Великой Отечественной войны общая протяженность только осевых линий проводной связи штаба фронта составила около 3600 км. За это время части связи фронта построили и восстановили около 15 тыс. км постоянных линий связи, подвесили новые и восстановили без малого 107 тыс. км проводов.
В годы войны генерал-лейтенант войск связи Борзов был дважды контужен —  в 1942 и 1944  гг. — и один раз ранен.
За время войны генерал Борзов был 20 раз персонально упомянут в благодарственных в приказах Верховного Главнокомандующего.

### Послевоенная карьера
После  войны работал начальником связи Северной группы войск, Советской военной администрации в Германии. С 1950 по 1953  гг. — начальник Управления связи Генштаба ВС СССР, с января 1954 г. —  начальник отдела связи Генштаба ВС СССР.
В 1956 году участвует в подавлении  восстания в Венгрии, за отличие в котором награждён орденом Богдана Хмельницкого I степени.
В ноябре 1957 года он назначается заместителем начальника связи ВС СССР, а в декабре 1958 г. — заместителем начальника связи Генштаба. С ноября 1960 г. — заместитель начальника Генштаба ВС СССР по связи.
В  декабре 1961 года  по выслуге лет уволился из рядов Советской Армии.
Умер 29 августа 1965 года в Москве, похоронен на Ваганьковском кладбище

## Награды
СССР
- орден Ленина (21.02.1945)
- три ордена Красного Знамени (06.11.1941, 03.11.1944, 20.06.1949)
- орден Кутузова I степени (29.05.1945)
- два ордена Богдана Хмельницкого I степени  (10.04.1945, 18.12.1956)
- орден Отечественной войны I степени (29.07.1944)
- орден Трудового Красного Знамени (24.06.1948)
- орден Красной звезды (21.05.1940)
- Медали СССР в.т.ч:
  - «XX лет Рабоче-Крестьянской Красной Армии» (1938)
  - «За оборону Сталинграда» (1945)
  - «За победу над Германией в Великой Отечественной войне 1941—1945 гг.» (1945)
  - «За взятие Кёнигсберга» (1945)
  - «За освобождение Варшавы» (1945)

1. За овладение штурмом  крупным областным центром Белоруссии городом Могилев – оперативно важным узлом обороны немцев на минском направлении, а также с боями заняли города Шклов и Быхов. 28 июня 1944 года № 122
2. За участие в боях по освобождению городом и крепостью Осовец — мощного укрепленного района обороны немцев на реке Бобр, прикрывающено подступы к границам Восточной Пруссии. 14 августа 1944 года № 166
3. За освобождение города и крепости Ломжа — важного опорного пункта обороны немцев на реке Нарев. 13 сентября 1944 года № 186
4. За овладение сильными опорными пунктами обороны немцев городами Макув, Пултуск, Цеханув, Нове-Място, Насельск, а также захват более 500 других населенных пунктов. 17 января 1945 года. № 224
5. За овладение штурмом городом Пшасныш (Прасныш), городом и крепостью Модлин (Новогеоргиевск) – важными узлами коммуникаций и опорными пунктами обороны немцев, а а также захват более 1000 других населенных пунктов. 18 января 1945 года. № 226
6. За овладение штурмом городами Млава и Дзялдово (Зольдау) – важными узлами коммуникаций и опорными пунктами обороны немцев на подступах к южной границе Восточной Пруссии и городом Плоньск – крупным узлом коммуникаций и опорным пунктом обороны немцев на правом берегу Вислы. 19 января 1945 года. № 232
7. За овладение городами Найденбург, Танненберг, Едвабно и Аллендорф – важными опорными пунктами обороны немцев. 21 января 1945 года. № 239
8. За овладение городами Восточной Пруссии Вилленберг, Ортельсбург, Морунген, Заальфельд и Фрайштадт — важными узлами коммуникаций и сильными опорными пунктами обороны немцев. 23 января 1945 года. № 246
9. За выход на побережье Балтийского моря и овладение городом Кёзлин – важным узлом коммуникаций и мощным опорным пунктом обороны немцев на путях из Данцига в Штеттин. 4 марта 1945 года. № 289
10. За овладение и городами Гнев (Меве) и Старогард (Прейсиш Старгард) – важными опорными пунктами обороны немцев на подступах к Данцигу. 7 марта 1945 года. № 294
11. За овладение важными узлами железных и шоссейных дорог — городами Лауенбург и Картузы (Картхауз). 10 марта 1945 года. № 298
12. За овладение штурмом городом Гдыня – важной военно-морской базой и крупным портом на Балтийском море. 28 марта 1945 года. № 313
13. За овладение городом и крепостью Гданьск (Данциг) — важнейшим портом и первоклассной военно-морской базой немцев на Балтийском море. 30 марта 1945 года. № 319.
14. За овладение главным городом Померании и крупным морским портом Штеттин, а также захват  городов Гартц, Пенкун, Казеков, Шведт. 26 апреля 1945 года. № 344
15. За овладение городами и важными узлами дорог Анклам, Фридланд, Нойбранденбург, Лихен и вступили на территорию провинции Мекленбург. 29 апреля 1945 года. № 351
16. За овладение городами Грайфсвальд, Трептов, Нойштрелитц, Фюрстенберг, Гранзее — важными узлами дорог в северо-западной части Померании и в Мекленбурге. 30 апреля 1945 года. № 352
17. За овладение городами Штральзунд, Гриммен, Деммин, Мальхин, Варен, Везенберг — важными узлами дорог и сильными опорными пунктами обороны немцев. 1 мая 1945 года. № 354
18. За овладение городами Росток, Варнемюнде – крупными портами и важными военно-морскими базами немцев на Балтийском море, а также заняли города Рибнитц, Марлов, Лааге, Тетерев, Миров. 2 мая 1945 года. № 358
19. За овладение городами Барт, Бад-Доберан, Нойбуков, Варин, Виттенберге и за соединение на линии Висмар, Виттенберге с союзными нам английскими войсками. 3 мая 1945 года. № 360
20. За  форсирование пролива Штральзундерфарвассер, полное овладение островом Рюген. 6 мая 1945 года. № 363

Других государств
- орден «Крест Грюнвальда» II степени (ПНР)
- Крест Храбрых  (ПНР)
- медаль «Победы и Свободы» (ПНР)
- медаль «За Варшаву 1939—1945» (ПНР)
- медаль «За Одру, Нису и Балтику» (ПНР)
- медаль «Китайско-советская дружба» (КНР)